# Скорин, Игорь Дмитриевич
Игорь Дмитриевич Скорин (1917—1998) — советский работник милиции, сыщик; полковник милиции в отставке.

## Биография
Родился 8 января 1917 года в Майкопе.
В 1936 году по комсомольской путёвке был направлен в уголовный розыск Восточно-Сибирского края.
В 1938 году под видом читинского вора его внедрили в одну из самых опасных банд. Скорин, войдя в доверие, захватил её главаря.
Во время войны служил в уголовном розыске страны. Ему приходилось налаживать милицейскую службу в районах, освобождённых от фашистов.
Окончил Высшую школу МВД.
Более 30 лет служил в милиции: работал в Читинском областном уголовном розыске, служил в Киргизии, около трёх лет руководил уголовным розыском Латвии, возглавлял уголовный розыск Крыма, был заместителем начальника уголовного розыска Москвы и Московской области, в МУРе возглавлял отдел по борьбе с тяжкими преступлениями.
Ушёл в отставку с поста начальника УГРО Киргизии.
В 1957 году начал заниматься писательской деятельностью. В разных издательствах вышло двенадцать его книг.
Умер в Москве 9 апреля 1998 года, похоронен на Митинском кладбище.

## Награды
- Награждён шестнадцатью правительственными наградами, в том числе медалью «За отвагу»[3], двумя медалями «За отличную службу по охране общественного порядка» и знаком «Заслуженный работник НКВД».

## Интересные факты
- Сыщик Игорь Дмитриевич Скорин, ставший консультантом фильма «Приступить к ликвидации»[4], был прототипом главного героя фильма — полковника Данилова.
- В числе заслуг Игоря Дмитриевича Скорина — ликвидация знаменитой красногорской банды Митина[5][6], с которой во многом списана «Чёрная кошка» братьев Вайнеров из «Эры милосердия» («Место встречи изменить нельзя»).
- Пенсионер МВД Игорь Дмитриевич Скорин — один из персонажей популярного милицейского сериала «На углу, у Патриарших» (2—3-й сезоны). Эту роль исполнил Юрий Назаров. Любопытно, что Скорина создатели «Патриарших» «воскресили» (события 2—3-го сезона происходят уже в 2000-х годах, после кончины Игоря Дмитриевича) и «омолодили» в угоду сюжету (в одной из серий он рассказывает о событиях своего детства, совпавшего с Великой Отечественной войной).
- В романе Эдуарда Хруцкого «Зло» автором указано: «Памяти моего друга полковника Игоря Скорина посвящаю».